# Aeroportul Reyes Murillo
Aeroportul Reyes Murillo (IATA: NQU, ICAO: SKNQ) este un aeroport din Chocó⁠(d), Columbia ce deservește zona Nuquí⁠(d). Aeroportul a fost tranzitat în 2022 de 46.452 de pasageri.
Situat la o altitudine de 2 m, aeroportul dispune de o singură pistă.